# Église de Myllykoski
L'église de Myllykoski (en finnois : Myllykosken kirkko) est une église luthérienne en pierres située dans le quartier Myllykoski à Kouvola en Finlande. 

## Architecture

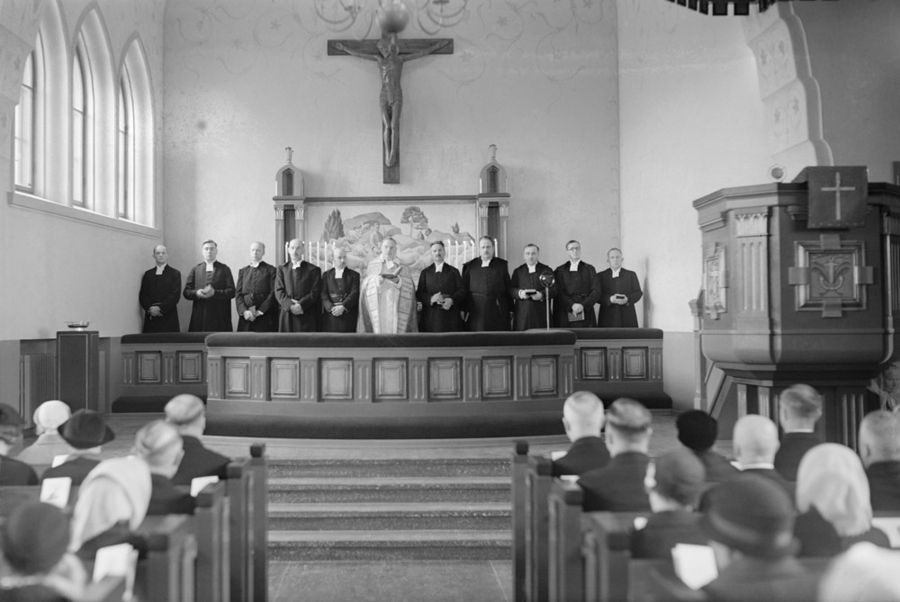
L'inauguration de l’église de Myllykoski en 1936.

La paroisse de Myllykoski–Viiala est fondée en 1929 avec l'intention de bâtir une église à Myllykoski.
La direction de la papeterie de Myllykoski finance la construction et donne la parcelle.
L'église conçue par Wäinö Gustaf Palmqvist est terminée en 1936.
L'intérieur du bâtiment rappelle celui de l'église de Jämsänkoski conçue aussi par Palmqvist.
Ce dernier concevra aussi la maison paroissiale qui est construite en 1937–1938.
L'église de Myllykoski dispose de 500 sièges.
Le retable est peint par Martti Ranttila. 
Les orgues sont de style baroque.